# Malá Strana

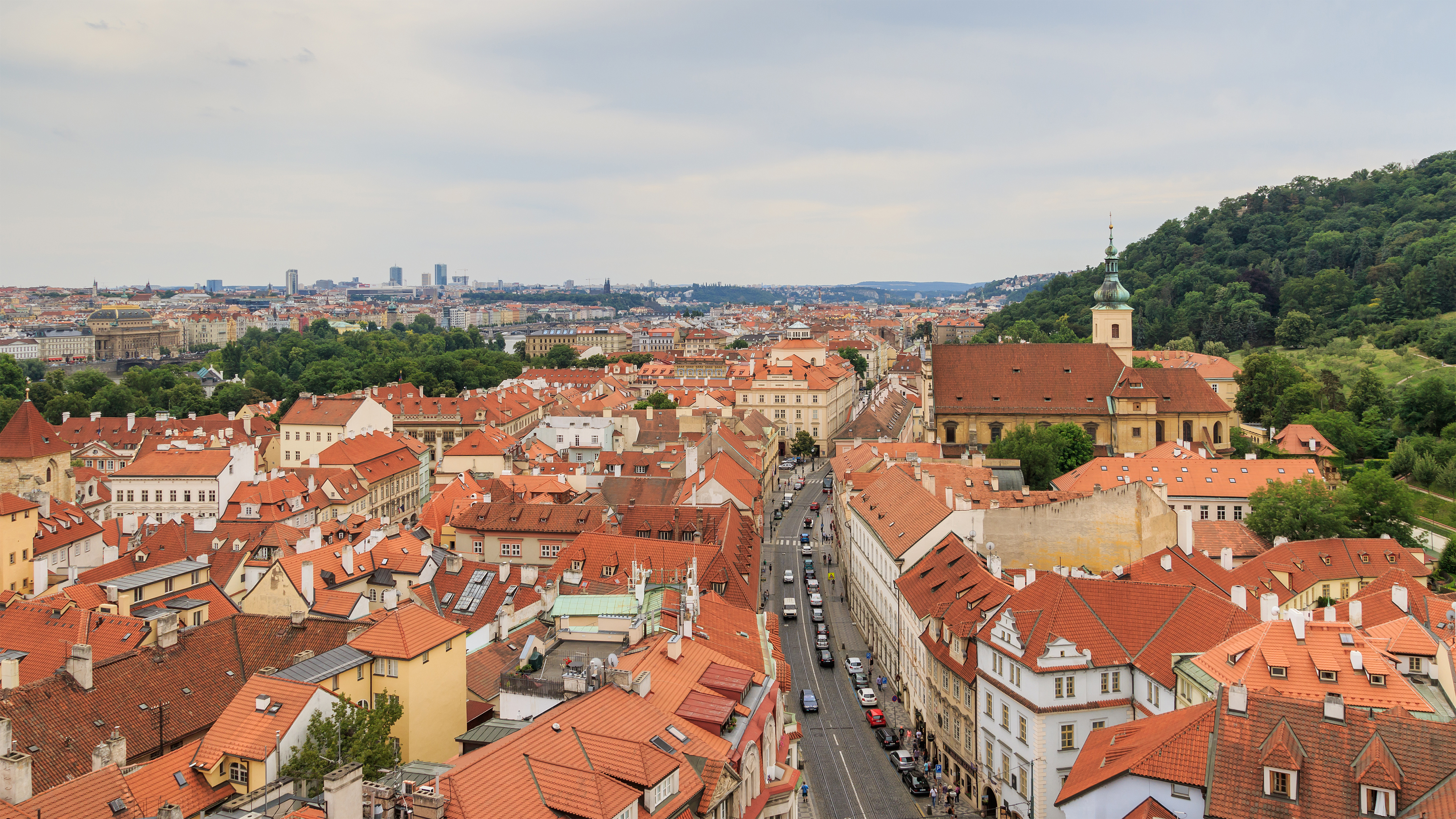
Prague

Malá Strana  (en français « le petit côté ») est un quartier du centre de Prague, l'un des plus chargés en histoire avec Hradčany et Staré Město (la Vieille-Ville) qui l'encadrent respectivement à l'ouest et à l'est.
Malá Strana est située entre la Vltava et les collines du Château et de Petřín. Elle est le « petit côté » en opposition à la Vieille-Ville, plus étendue et à laquelle elle est reliée par le pont Charles.
Au Moyen Âge, en partie parce que le Château adjacent est le siège du pouvoir impérial, elle est majoritairement peuplée d'Allemands, simples commerçants et artisans ou représentants de la noblesse du Saint-Empire romain germanique. La Vieille-Ville par opposition est majoritairement tchèque.

## Histoire
Malá Strana a été fondé par le roi Ottokar II de Bohême en 1257. Les habitants d'origine en furent expulsés, et le roi y invita les artisans et les commerçants allemands. Même s'il s'agit d'un quartier royal, le roi n'avait pas le contrôle absolu.

## La perle du baroque

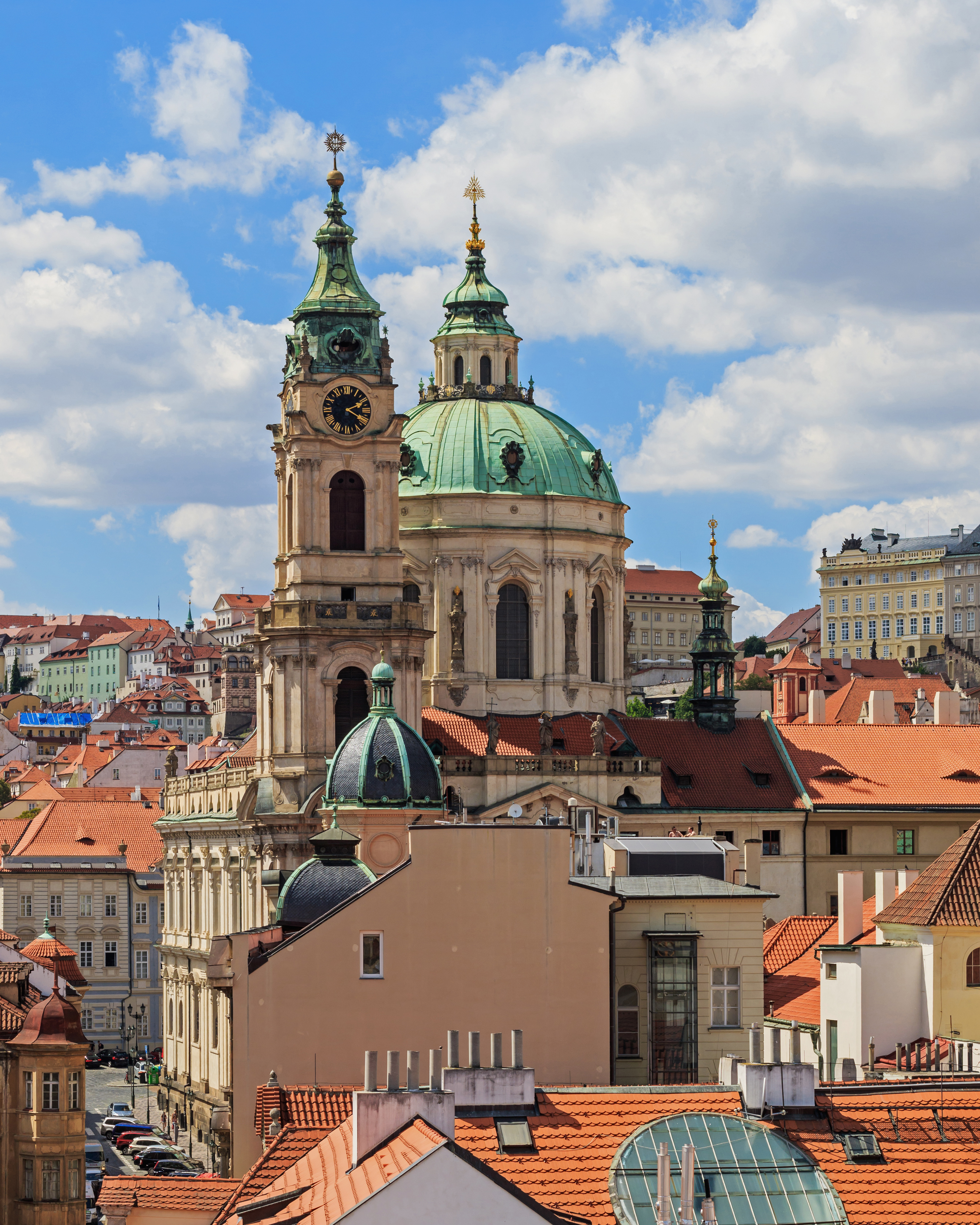
Église Saint-Nicolas de Prague à Malá Strana.

Ce quartier mérite à bien des égards le surnom de « perle du baroque ». L'influence italienne y est notable. Il y avait d'ailleurs un quartier italien dont la rue Vlašska porte le nom.
Ce quartier contient de nombreux palais. En effet, sa proximité avec le château de Prague incitait les nobles à s'y installer et à exhiber leur puissance. De plus l'incendie de 1541 a ouvert de nouveaux espaces. On peut ainsi y admirer nombre de palais Renaissance ou baroques et d'églises dont le chef-d'œuvre de l'architecture de la Contre-Réforme, l'église Saint-Nicolas de Prague.
La plupart de ces palais servent aujourd'hui d'ambassades. On y compte notamment :
- palais Kounicky, construction rococo de 1773-1775 (Serbie)
- palais Turb, construction rococo (Japon)
- palais Buquoy, construit en 1738, (France)
- palais du prieur de l'ordre souverain de Malte
- palais Lobkowicz (Allemagne)
- palais Morzin (Roumanie)
- palais Furstenberg (Pologne)
- palais Thun, construction baroque du XVIIIe siècle, (Grande-Bretagne)
- palais Thun-Hohenstein, construit de 1721 à 1726, (Italie)
- palais Schönborn, construit de 1643 à 1656 (États-Unis)

D'autres palais sont devenus le siège des institutions tchèques : 
- l'académie Straka, siège du gouvernement de la Tchéquie
- la chambre des députés,
- le palais Wallenstein abrite le Sénat,
- le palais Nostitz, après avoir abrité l'ambassade des Pays-Bas, héberge le ministère de la Culture,
- la palais Ledebour, où est installé l'Institut national du patrimoine,
- le palais Rohan, siège du Ministère de l'Education, de la Jeunesse et des Sports
- le palais Pálffy où se trouve le conservatoire de musique,
- le palais Michna qui abrite le mouvement gymnique du Sokol, la faculté des sports de l'université Charles de Prague et le musée de l'Éducation physique et des sports.
- le Palais Auerspersky a été intégré au complexe du Parlement de la Tchéquie

De nombreuses églises relèvent également du style baroque. Le chef-d'œuvre de l'architecture de la Contre-Réforme : outre l'église Saint-Nicolas de Malá Strana déjà citée, l'église Sainte-Marie-de-la-Victoire célèbre la défaite des troupes protestantes lors de la bataille de la Montagne-Blanche et abrite la statuette de l'Enfant Jésus de Prague.

## Personnalités du quartier
Le poète tchèque Jan Neruda y est né et l'a chantée. La rue Nerudova qui traverse le quartier est baptisée en son honneur.

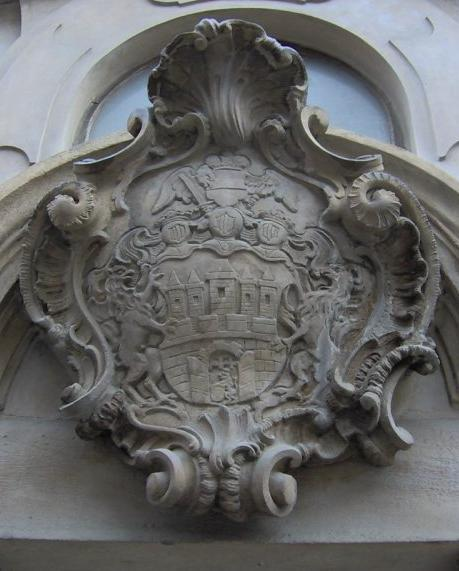
Armes du quartier sur le beffroi.
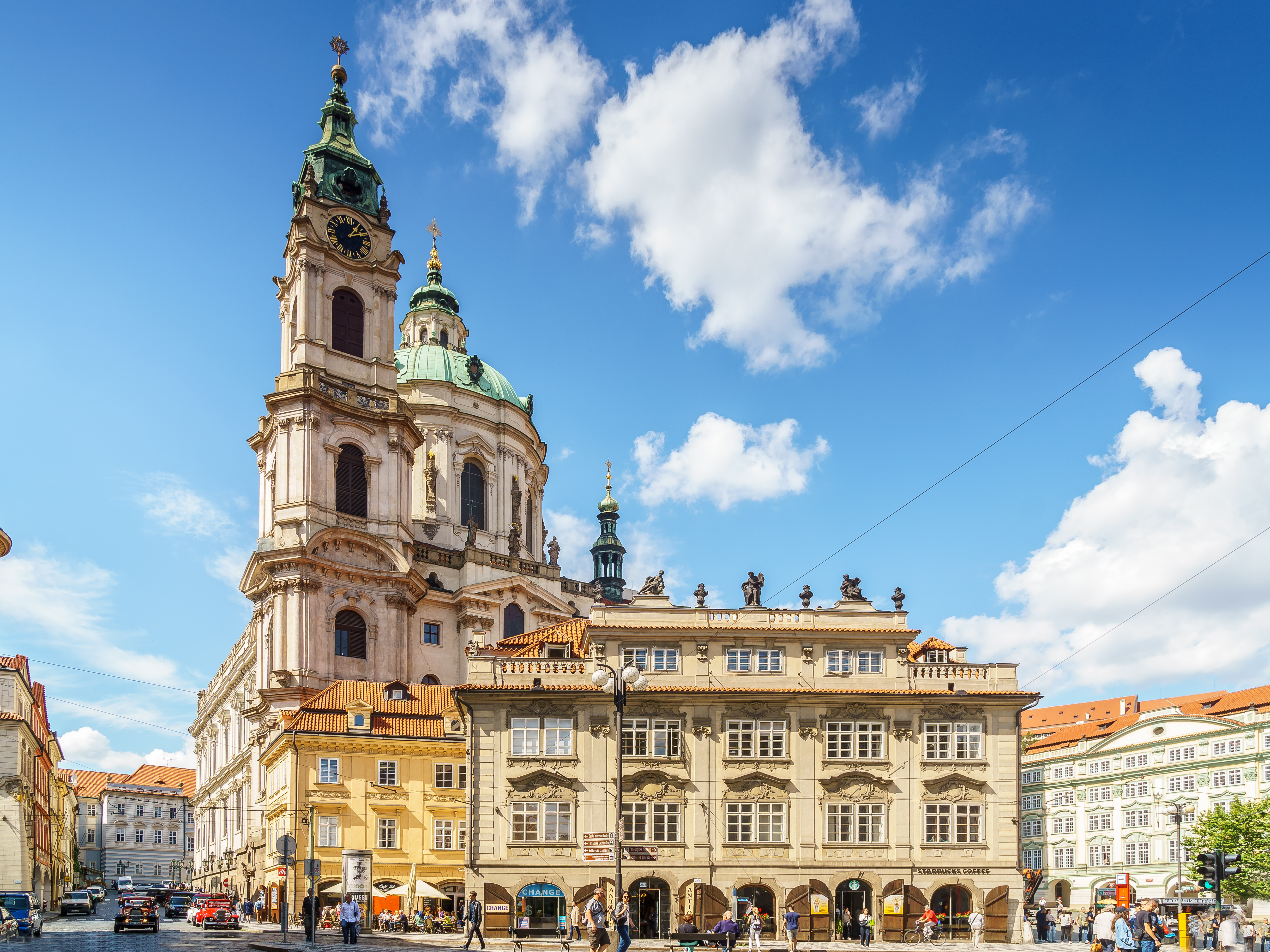
Clocher de Saint-Nicolas de Malá Strana et beffroi du quartier (autrefois ville) de Malá Strana.
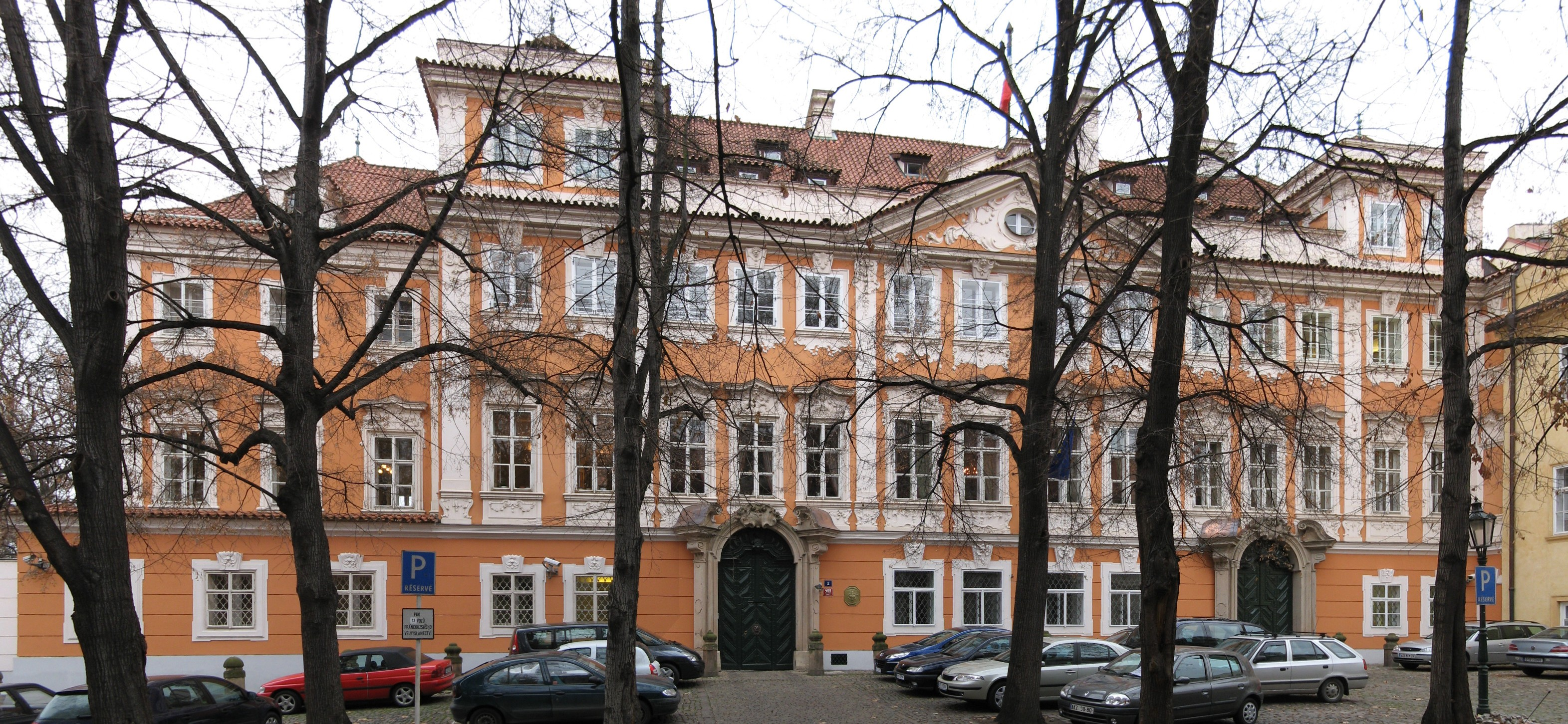
Le palais Buquoy - L'ambassade de France en Tchéquie.
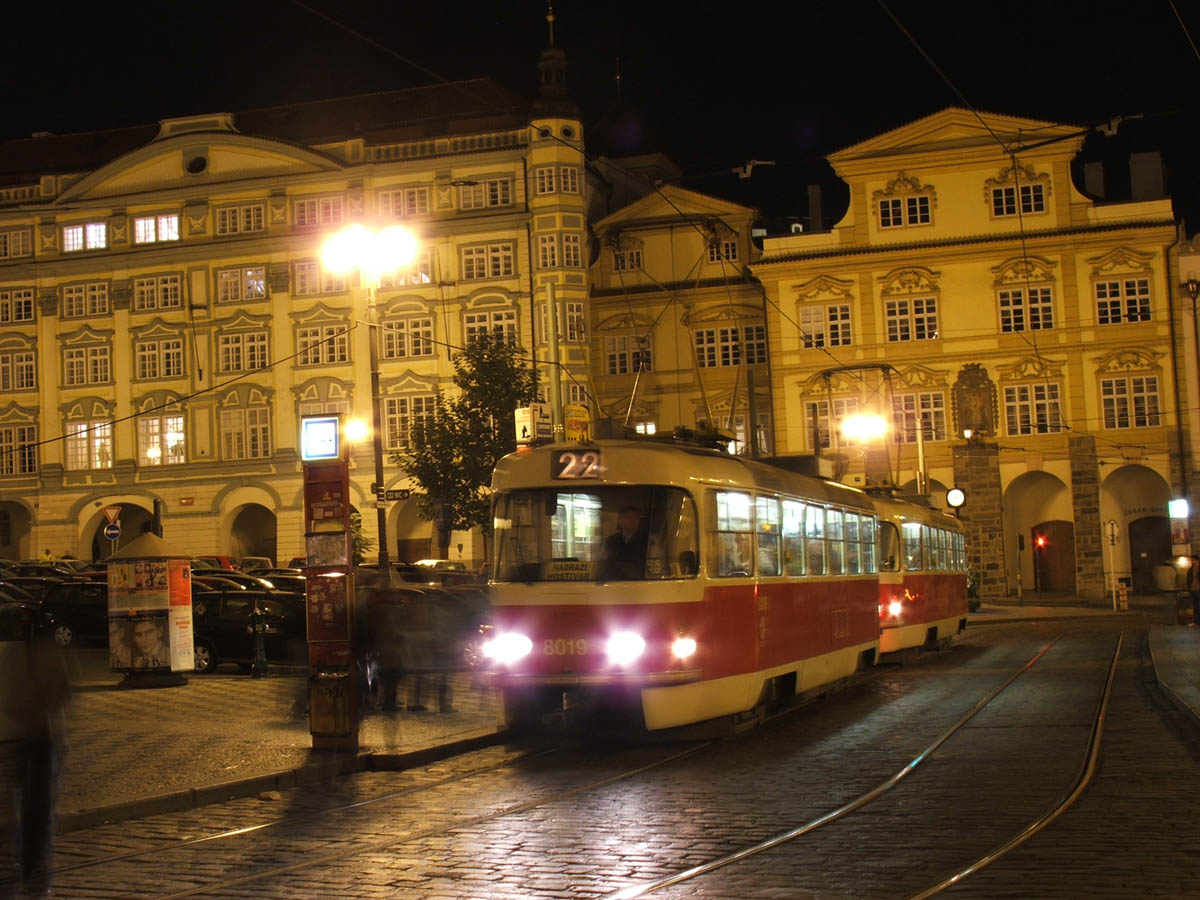
Place de Malá Strana et les tramways de Prague.
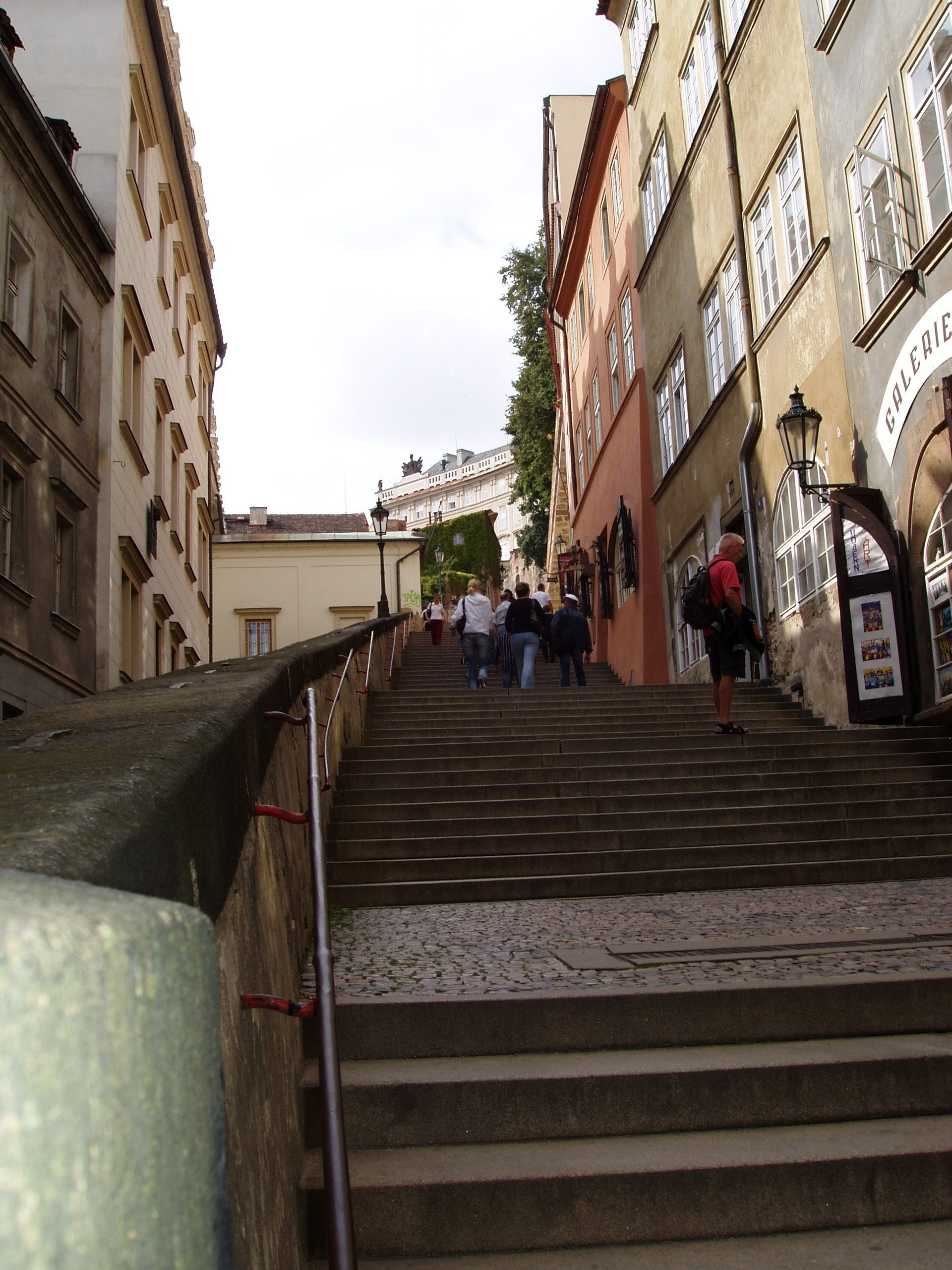
Escaliers montant vers le Château.
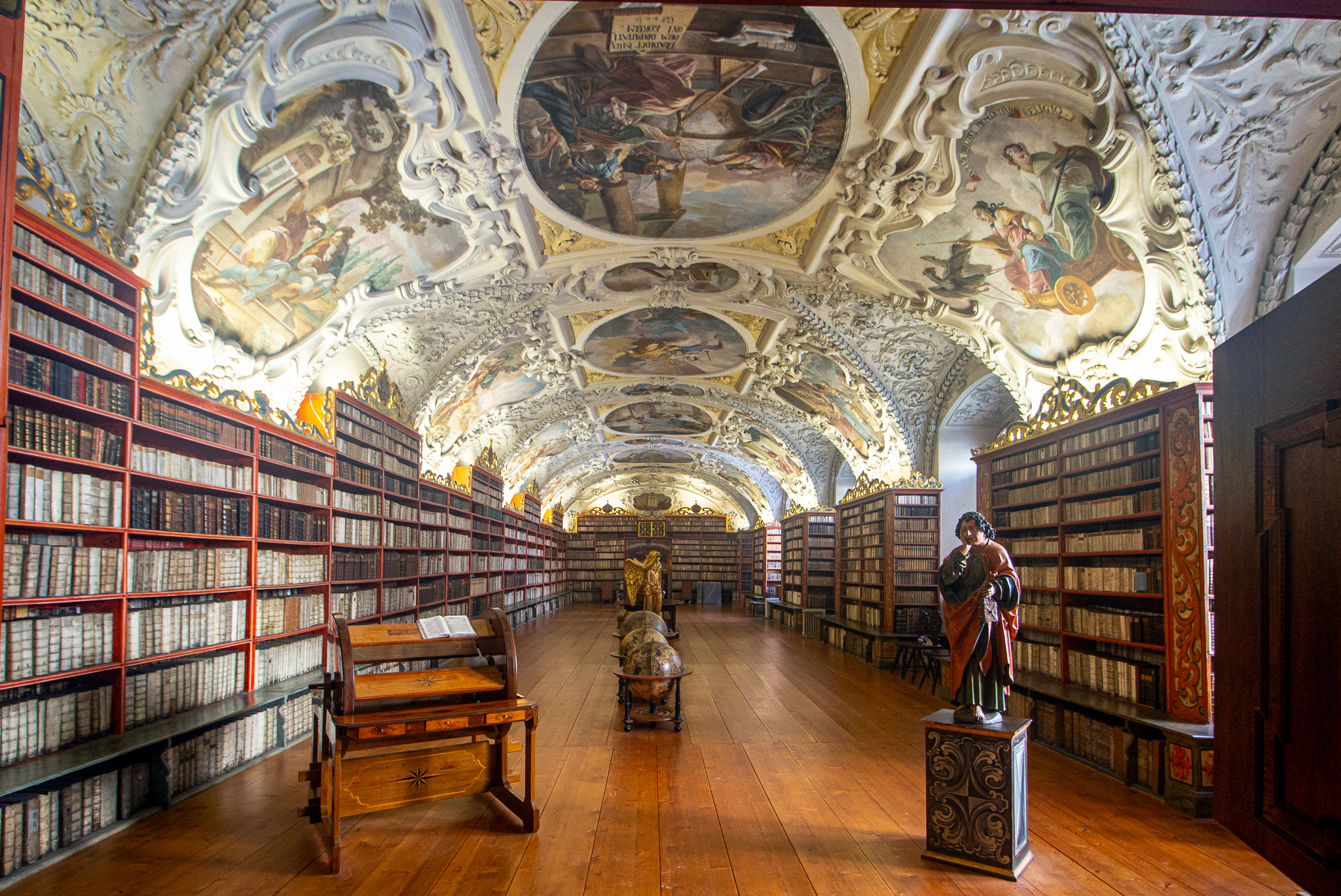
Bibliothèque du monastère de Strahov à Malá Strana.
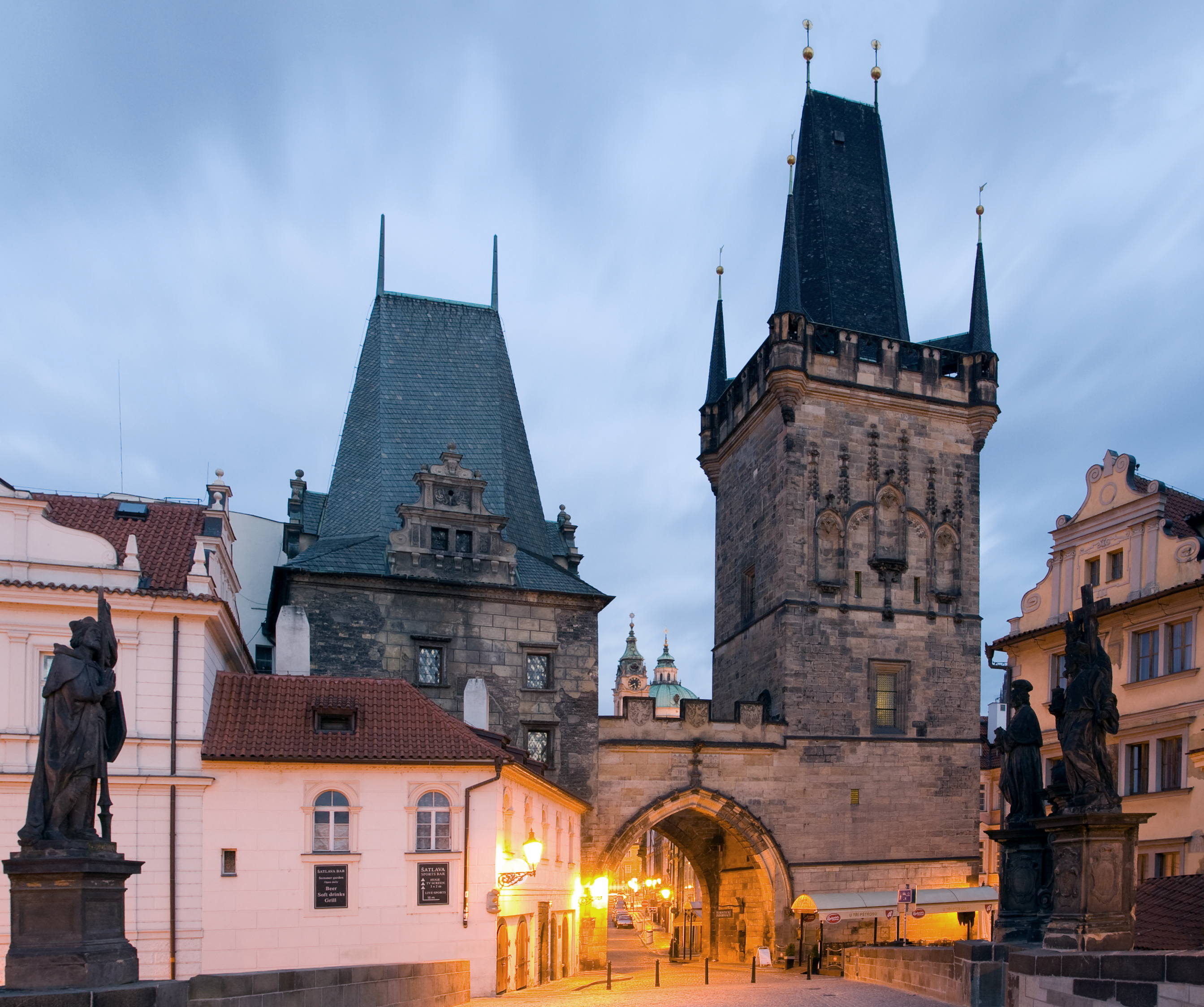
La tour gothique et l'entrée du pont Charles dans Malá Strana, un des quartiers historiques de Prague, sur la rive gauche de la Vltava.